# 커네이디언 홈 앤 가든스
커네이디언 홈 앤 가든스(영어: Canadian Homes and Gardens)는 1925년부터 1962년까지 캐나다의 매클레인-헌터가 발행한 옛 잡지이다. 이후 1978년까지 발행된 "커네이디언 홈"으로 이어졌다. 주로 여성인 상류 중산층이나 상류 계층 시장을 타겟으로 하여 가정 장식에 대한 조언을 제공했다. 편집 내용과 광고의 구분이 모호해졌다.